# Presidio medico chirurgico
Il presidio medico chirurgico è un prodotto o un dispositivo che contiene una o più sostanze disinfettanti, germicide, battericide, fungicide, insetticide, topicide da usare contro i corrispondenti organismi nocivi. Il campo di applicazione è ampio, in quasi tutti i settori professionali quali medicina, agricoltura (zootecnica), industria, artigianato, commercio, eccetera, nonché nel settore privato (uso domestico  e civile). La produzione e l'immissione in commercio è regolamentata tramite specifica autorizzazione del Ministero della salute. Alla luce della normativa europea i presidi medici chirurgici sono da considerarsi biocidi. È previsto un periodo di transizione dalla normativa nazionale (PMC) a quella europea (biocida).

## Definizione
Per presidi medico-chirurgici si intendono tutti quei prodotti che vantano in etichetta un'attività  riconducibile alle seguenti definizioni, indicate nell'articolo 1 del D.P.R. 392 del 6 ottobre 1998:
1. disinfettanti e sostanze poste in commercio come germicide o battericide;
2. insetticidi per uso domestico e civile;
3. insettorepellenti;
4. topicidi e ratticidi ad uso domestico e civile.

## Produzione e  immissione in commercio
Le imprese che intendono produrre presidi medico-chirurgici devono richiedere l'autorizzazione al Ministero della Salute, fornendo le informazioni e i dati richiesti negli allegati 1 e 2 del decreto dirigenziale 15 febbraio 2006 (art. 3 Decreto del Presidente della Repubblica 6 ottobre 1998, n. 392), che viene rilasciata, per decreto, previa ispezione dell'officina di produzione.
I presidi medico-chirurgici, per poter essere immessi in commercio sul mercato italiano, devono essere autorizzati dal Ministero della salute ai sensi del D.P.R. 392 del 6 ottobre 1998 e del Provvedimento 5 febbraio 1999, dopo opportuna valutazione della documentazione presentata dai richiedenti. Una volta autorizzati, i prodotti devono riportare in etichetta la dicitura: “Presidio Medico-Chirurgico" e "Registrazione del Ministero della salute n. ..."
Non possono essere considerati presidi medico-chirurgici i prodotti aventi caratteristiche di dispositivi medici, di medicinali, di cosmetici o di prodotti dietetici.
La disciplina che regola attualmente a livello nazionale il settore dei presidi medico-chirurgici trae le sue origini dall'art. 189 del Testo Unico delle Leggi Sanitarie e risale pertanto al 1934; successivamente è stata uniformata al resto d'Europa e oggigiorno ricade nell'abito di quella dei biocidi.

## Presidi medico-chirurgici particolari
Sono sostanze o kit che per essere messi in commercio richiedono, oltre all'autorizzazione del Ministero della Salute, anche quella dell'Istituto Superiore di Sanità. Tra questi vi sono sostanze poste in commercio come germicide, battericide, kit di reagenti per il rilevamento di anticorpi anti-HIV e topicidi.